# Ectoconus
Ectoconus is een uitgestorven zoogdier behorend tot de familie Periptychidae, vroege hoefdierachtige zoogdieren uit de informele groep van de Condylarthra. Met het formaat van een schaap was Ectoconus een van de grootste zoogdieren in Noord-Amerika tijdens het Vroeg-Paleoceen. 

## Fossiele vondsten
Vrijwel complete skeletten van Ectoconus zijn gevonden in het San Juan-bekken in de Amerikaanse staat New Mexico en dateren uit de North American Land Mammal Age Puercan. 

## Kenmerken
Ectoconus had het formaat van een ram en het was daarmee het grootste zoogdier van zijn tijd met een lichaamslengte van meer dan meter en een gewicht circa 100 kg. De schedel was 16 tot 20 cm lang. Ectoconus had een robuust aardvarkenachtig lichaam met robuuste relatief lange poten en een lange staart die ongeveer even lang als het lichaam was. De snuit was kort. Aan de voeten zaten vijf tenen met hoefachtige klauwen.